# Божевільна Грета (Брейгель Старший)
«Божевільна Грета» (нід. Dulle Griet) — картина фламандського художника Пітера Брейгеля Старшого; створена в період з 1562 по 1564 рік. Головною героїнею є персонаж фламандського фольклору, яка в пориві божевілля штурмує пекло, щоб задовольнити свою жадібність. Картина перебуває в музеї Маєра ван дер Берга (Антверпен) під інвентарним номером — MMB.0045.
Попри популярність серед мистецтвознавців та поціновувачів, раніше картину не надавали для демонстрації в інших музеях світу, як і багато інших творів художника. Вперше «Божевільну Грету» відправили у жовтні 2018 року до віденського музею історії мистецтв для участі у виставці, присвяченій 450-річчю з дня смерті Пітера Брейгеля Старшого.
Разом з «Падінням бунтівних янголів» та «Тріумфом смерті» «Божевільна Грета» складає серію картин під назвою «Трилогія пошуку Бога», трилогії, яка стосується теми пороків, шляхів спасіння і комплексу невидимої присутності чи відсутності Бога.

## Історія
Приблизно в середині 1540-х років Брейгель Старший переїхав до Антверпена, де навчався в майстерні Пітера Кука ван Альста — особистого придворного художника імператора Карла V. Пізніше перебрався з родиною до Брюсселя і почав роботу над картиною, що віддзеркалила в саркастичній формі його особисте ставлення до подій, які відбувалися навколо. Ця робота дістала назву — «Божевільна Грета», іноді її згадують як «Божевільна Мег».
Як фламандець за походженням, Брейгель шанобливо ставився до національного фольклору і тому головною героїнею вибрав стару жінку з переказів, щоб зобразити в ній жадібність та інші пороки. Ім'я Грети у Фландрії було загальним і втілювало в собі жадібність і войовничість, які не властиві жінкам.
У сюжеті картини він передав особисте засудження таких людських вад, як божевілля, жадібність і жорстокість. Брейгель зобразив трагізм тогочасного реального життя. Таким чином він вперше в нідерландському мистецтві створив композицію, яка в непрямій формі відбивала конкретні суспільні конфлікти того часу.
Наразі залишається нез'ясованим місце перебування картини впродовж майже п'ятдесяти років після написання. Перші згадки про неї з'являються 1604 року, коли вона потрапила до Праги, Богемське королівство. Тут вона перебувала у володінні імператора Священної Римської імперії Рудольфа II. Карел ван Мандер, найперший біограф художника, того ж 1604 року дав назву картині — «Божевільна Грета, яка дивиться в жерло пекла».
У 1648 році картину згадано в рукописі замку Коклостер. Автор документу називає її «малюнком, що являє собою вогонь, в якому жіночу лють видно в оточенні різних монстрів». Безсумнівним є те, що вона потрапила туди завдяки шведським військам, які серед іншого захопили і цю картину.

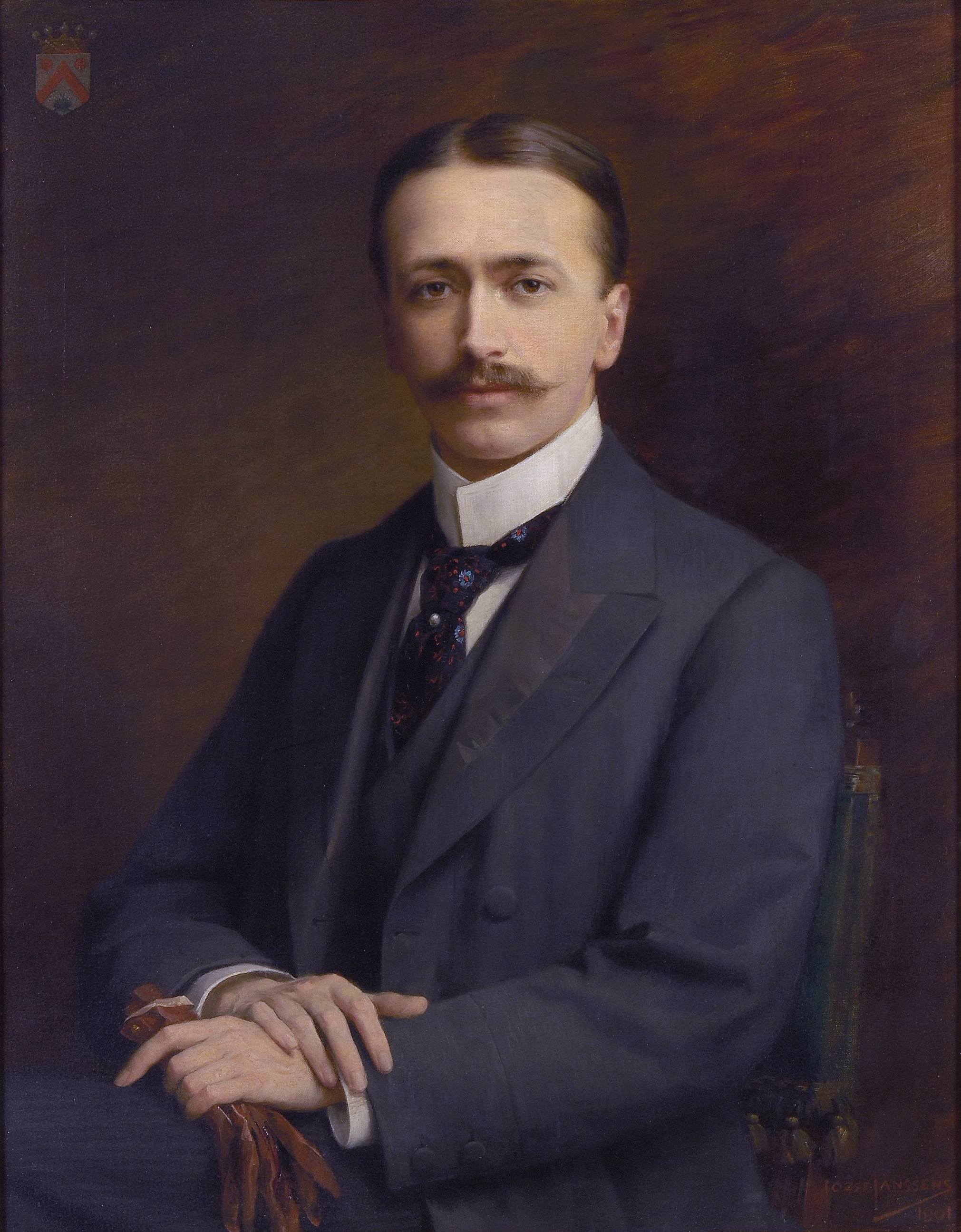
Фріц Майєр ван ден Берг — останній власник картини

Наступні згадки про неї з'являються у Стокгольмі й датуються 1800 роком. Новими власниками стала сім'я Брогтен (Brogten), що поповнила свою колекцію цією картиною. Наразі невідомим залишається як і коли вона потрапила до Королівства Пруссія. Однак, достеменно відомо, що 5 жовтня 1894 року в місті Кельн, швед норвезького походження, колекціонер та ювелір Крістіан Хаммер виставив її на продаж, як один із численних лотів. За одними джерелами на час торгів картину приписували пензлю Пітера Брейгеля Молодшого і мала назву «Пейзаж з привидами» (нід. Een landschap met spoken). Про відсутність інтересу до неї свідчить той факт, що робота висіла майже під стелею й щоб її розгледіти потенційним покупцям доводилося застосовувати драбину. Однак, це не завадило молодому колекціонерові з Антверпена Фріцові Майєру ван ден Бергу придбати її. В приватному листуванні через декілька днів він повідомляв, що йому вдалося придбати роботу Брейгеля Старшого під назвою «Божевільна Грета» (нід. Dulle Griet). За іншими ж відомостями робота взагалі була неідентифікована на момент придбання і справжнього автора було виявлено лише згодом, через декілька днів після укладення угоди. Достеменно відомою є сума, за якою ван ден Берг придбав картину — 448 бельгійських франків. Після смерті останнього його мати заснувала музей на честь сина і картина «Божевільна Грета» разом з майже тисячею інших експонатів стала частиною його фондів.
Доктор мистецтвознавства та головний куратор Королівського музею витончених мистецтв в Антверпені Вальтер Ванбеселаре в 1944 році висловив припущення, що картина є частиною трилогії, де її логічним продовженням є «Тріумф смерті» та «Падіння бунтівних янголів». Його дослідження підтримала та значно розвинула Ганна Павлак (англ. Anna Pawlak), опублікувавши в 2011 році свою дисертацію під назвою «Trilogie der Gottessuche», видавництво Gebr. Mann Verlag. За її переконанням всі три картини дійсно були спочатку створені в одному жанрі та концептуальній ідентичності, а саме трилогії, яка стосується теми пороків, шляхів спасіння і комплексу невидимої присутності чи відсутності Бога. Єдність трьох картин «розкривається лише на рівні, який виникає не тільки з формальних відповідностей, але й передусім у сутності ментального синтезу». Павлак пропонує об'єднати роботи під спільною назвою — «Трилогія пошуку Бога».
В період з 2011 по 2012 рік група дослідників на чолі з професором Гентського університету Максиміліаном Мартенсом (нід. Maximilaan Martens) піддали картину макрозйомці, інфрачервоній рефлектографії й рентгенівському випромінюванню. У січні 2017 року «Божевільну Грету» зняли з виставки та передали Королівському інституту культурної спадщини для проведення реставрації, що відбувалась упродовж 18 місяців.

## Опис

### Персонаж та сюжет

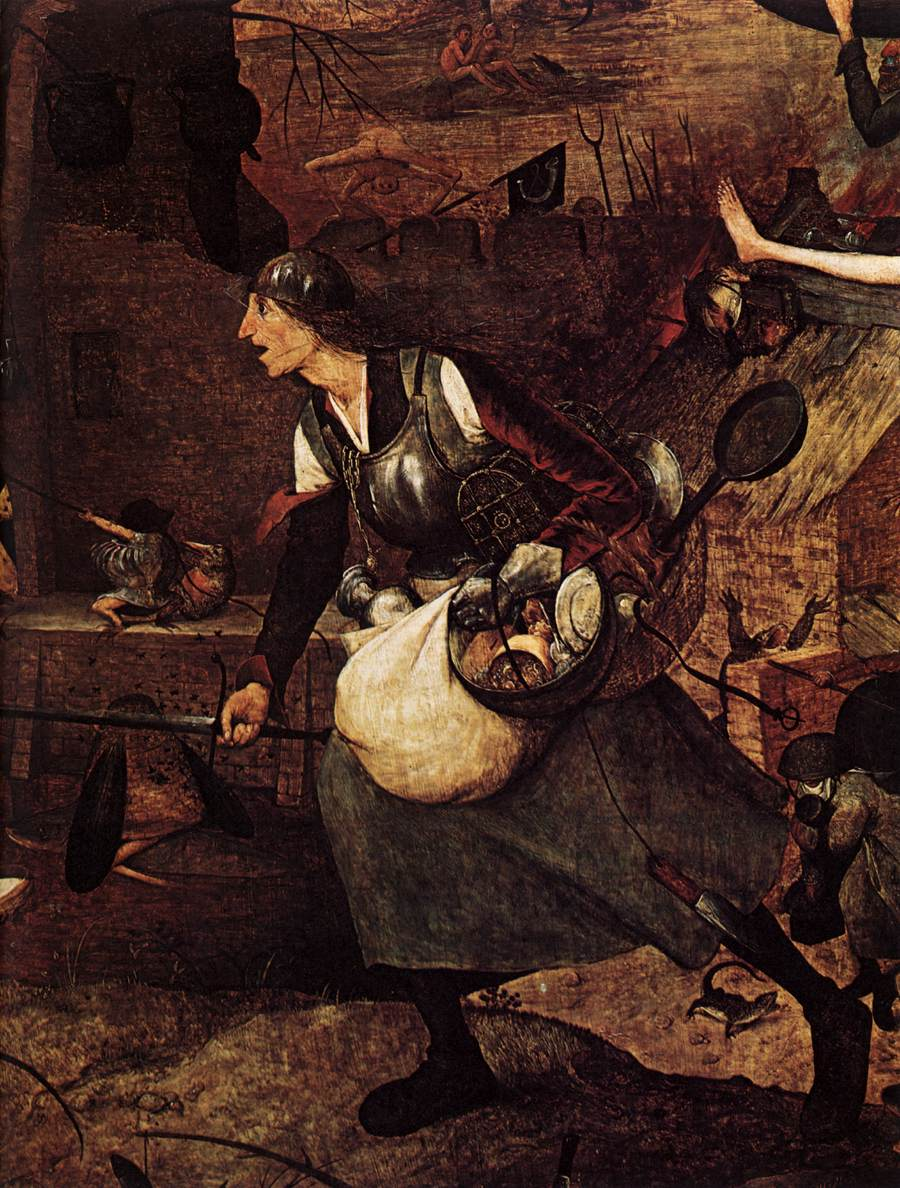
Грета (фрагмент картини)

У 1568 році в Антверпені опубліковано книгу прислів'їв, у якій говорилося, що «одна жінка готує їжу, дві жінки — влаштовують великі неприємності, три — ярмарок, чотири — сварку, п'ять — це вже армія, а проти шести — сам диявол беззбройний». Наразі вважають, що «Божевільна Грета» мала реальний прототип — Грету Сауермаль (нід. Gret Sauermal). За легендою ця жінка була настільки сварлива, що за всі свої суперечки з чоловіком потрапила до пекла. Однак, навіть звідти була витурена і повернулася на Землю. Поряд з Гретою, інші жінки, що зображені на картині, також облишені тендітності та жіночності, які їм притаманні від природи. В сюжеті картини їх наділено чоловічими рисами, войовничістю та мужністю, що передані за допомогою обладунків, які одягнені на них. Серед іншого, перед очима постає жінка, яка прив'язує диявола до подушки, а це означає, що жінка смілива, владна або і те, й інше.
Іншої інтерпретації дотримується Маргарет Енн Саліван. На її думку, неординарна Божевільна Грета збирає подібну неординарну армію нетипових жінок і групу демонів, що потоком ллються з пекла. Наділення ключової фігури рисами демона — це шлях, через який митець зобразив не тільки надлишковість жіночої сили, але й те, що така істота перетнула кордон між людиною і твариною. Зазвичай демонів зображають, як позаземних істот з тваринними якостями в фізичному тілі, і вони тісно пов'язані з відьмами — жінками, які контактують з ними через сексуальні стосунки. Божевільна Грета — це жінка, що, імовірно, володіє «потойбічними» здібностями. За переконанням Саліван у фігурі Грети Брейгель Старший втілив і персонаж фламандського фольклору, й фігуру богині Фортуни й синтез жадібності та ворожості, що інколи притаманні жінкам.

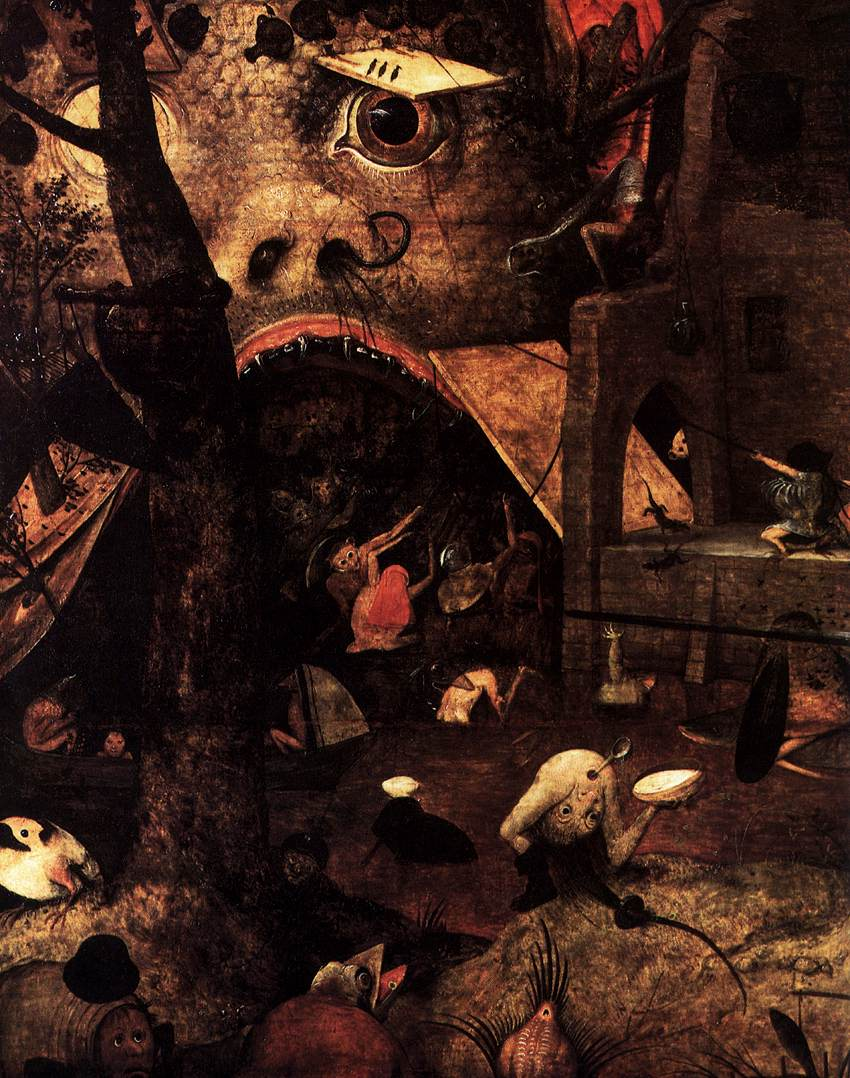
Символічна брама до пекла (фрагмент картини)

На думку дослідників Роз Марі та Райнера Гагенів (англ. Rose-Marie, Rainier Hagen) божевільну Грету і жінок слід розглядати через призму остраху перед фемінізмом. На їхню думку, фантасмагоричні створіння стосуються більше до віри, аніж наділення їх ознаками демонічності щоб зобразити потуги жінок в боротьбі за владу та статус в суспільстві. Насправді, завдяки тому, що в ті часи чоловіки були наділені майже абсолютною владою, в суспільстві вкоренилася ідея вішати ярлик відьми на будь-яку жінку, що мала суспільну вагу. Ті серед них, що раніше займалися травництвом та лікарською діяльністю з розвитком науки стали переслідуватися. Взагалі жінок у цій картині зображено в такій іпостасі, щоб виразити занепокоєння, що отримавши занадто багато влади вони вийдуть з-під контролю чоловіків. Підтвердити цю тезу може католицька книга «Malleus Maleficarum», де написано: «Ніхто не заподіює більшої шкоди католицькій вірі, аніж повитухи» (1971: 66).
Передній план повністю присвячений жінці, що стоїть на мосту. Вона більша аніж в натуральну величину, з огляду на навколишні будівлі, дерева та інші фігури. Її постать ніби відвертається від пекла, яке розміщене на задньому плані. У правій руці вона тримає довгий меч, а в лівій — сумку, чайник і кошик, в якому можна розгледіти всілякі предмети. Жінка носить шолом на голові й має нагрудні обладунки. Художник наділив Грету широко відкритими очима та, в цілому, лютим поглядом, а також червоним носом. Біля її ніг зображені різні потвори. Наступною сюжетною лінією є саме міст з натовпом жінок, що б'ються з чортами. Частина їх намагається штурмом взяти браму і наступний міст, що ведуть до відкритої пащі, яка уособлює вхід до пекла.

### Виконання
Пітер Брейгель Старший при виконанні роботи віддав перевагу двом кольорам: синьому (смальта й азурит) та зеленому. Однак, з плином часу вони втратили більшу частину своєї інтенсивності, змінивши загальний вигляд картини. За попереднім виконанням вбрання Грети мало глибоко синій відтінок і було виконане смальтою, що в ті часи була дешевшою і, таким чином, доступнішою аніж азурит. Останній було застосовано лише при зображенні неба і пекельного капелюха. Навіть зелені за природою жаби були виконані в коричневих відтінках. Карел ван Мандер, перший серед біографів Брейгеля Старшого, зауважив наступне: «Грета зображена не просто дивним чином, навіть її одяг, невідомо чому, нагадує шотландський». На його думку, картина не просто фантастична, її можна назвати сюрреалістичною.
У січні 2017 року було розпочато широкомасштабну реставрацію картини «Божевільна Грета». Процес зайняв вісімнадцять місяців і був поділений на різні етапи. Відновлювальні роботи виконав Королівський інститут культурної спадщини (Бельгія) і на цей час картина не була доступна для огляду поціновувачами. Спільна робота команди на чолі з Максиміліаном Мартенсом, а також інших реставраторів пролили світло на багато питань, що залишалися без відповіді впродовж довгого часу. Було виявлено, що сам Пітер Брейгель Старший дав картині назву «Грета», тоді як приставка «Божевільна» з'явилася значно пізніше і була виконана за допомогою чорнила та пера. Подальші дослідження показали, що автор зобразив Грету з висунутим з рота язиком, але згодом власноруч замалював його і надав її вустам деякої суворості.
Наступним відкриттям стала знахідка дати створення картини, що була прихована під багатьма шарами пожовклого лаку. Реставратори виявили, що точною датою є 1563 рік, а не 1561 як то вважалось раніше. Саме тоді Брейгель Старший одружився й переїхав з Антверпена до Брюсселя. За переконанням одного з реставраторів Карена Бонне (нід. Karen Bonne) відкриття реальної дати створення ознаменувалося новою хвилею дискусій щодо місця, де автор завершив картину: Антверпен чи Брюссель? Остаточної відповіді станом на 2013 рік немає, оскільки невідомо коли саме Брейгель Старший переїхав до Брюсселя, де придбав панелі, на яких виконав картину, та коли закінчив роботу. Серед іншого припускають, що він міг закінчити картину за чотири-п'ять місяців ще перебуваючи в Брюсселі або ж, що роботу було виконано вже під час життя в Антверпені чи навіть розпочато в одному, а закінчено в іншому місті

## Відгуки
Німецький драматург і поет, теоретик мистецтв Бертольт Брехт всіляко нахвалював картину як таку, що є «великою картиною війни Божевільної Грети…Котра з притаманною їй люттю захищає мечем свої жалюгідні пожитки».
Не менше захоплення виражає і Маргарет Енн Саліван. Картину вона характеризує як: «Провокаційну і загадкову, де Грету слід розглядати, як фігуру богині Фортуни…Сварлива та жадібна Грета є одним із найскладніших зображень Брейгеля Старшого і складається з десятків, здавалося б, не пов'язаних між собою деталей, тим самим нагадуючи собою фантастичні картини Босха».
Німецький історик мистецтв, дослідник німецького та голландського живопису XV—XVI століття Макс Фрідлендер вступив у дискусію з австрійським істориком та дослідником голландського живопису Густавом Глюком. Останній наголошував, що Брейгель Старший у постаті Грети передав символ «головної фігури відьми у західному мистецтві», на що Фрідлендер відповідав, що «відьма творить свої діяння за допомогою диявола, тоді як Грета своєю сутністю — розбурхує пекло». Також німецький вчений відносить картину до так би мовити «Вулканічного живопису» (нід. Een vulkanisch schilderij).
Образ Божевільної Грети вивчали професор психіатрії Фрідріх Пансе та професор мистецтв Генріх Якоб Шмідт. У своїй книзі «Божевільна Грета Пітера Брейгеля: Портрет душевнохворого» (нім. Pieter Bruegels Dulle Griet : Bildnis einer psychisch Kranken) вони дійшли спільної думки, що головна героїня уособлює собою класичний приклад — шизофренії.
В 1857 році французький поет, літературний критик та перекладач Шарль Бодлер описав картину як таку, що «являє собою сатанинське стовпотворіння, яке можна пояснити тільки як особливу милість диявола». Фламандська письменниця та перекладач Гільда Кетелеер захоплювалася тим, що «Божевільна Грета — це полум'я фарби», а бельгійський письменник та літературний критик Август фермейлен відзначав явний вплив Босха та бездоганну передачу темно-вогняного відтінку. Широкому загалу через призму літератури Божевільна Грета стала відома завдяки книзі коміксів бельгійського письменника — Віллі Фандерстена. Присвятивши цій героїні один з епізодів він передав її як «символ безглуздості, війни та кровожерливості за своєю природою»
Художник Леонард Росоман розглядає картину «Божевільна Грета», як алегорію боротьби добра та зла. Він порівнює цю роботу через призму творчості Джеймсона Енсора, Генрі Фюзелі та Франсіско-Хосе де Гойї та робить акцент на божевільності героїні, наголошуючи, що її феномен неможливо пояснити з точки зору раціональності.